# Possagno
Possagno ist ein Ort mit 2294 Einwohnern (Stand 31. Dezember 2023) in der Provinz Treviso (Region Venetien) in Italien.
Die Nachbargemeinden sind Alano di Piave (BL), Castelcucco, Cavaso del Tomba und Pieve del Grappa.
Possagno liegt verborgen zwischen den Hügeln Pareton und Monte Palon und ist vor allem als Geburtsort des Bildhauers Antonio Canova bekannt. Dieser ließ oberhalb der Gemeinde die Pfarrkirche Tempio Canoviano durch die Architekten Gian Antonio Selva und Antonio Diedo errichten, der eine Vorhalle nach dem genauen Vorbild des Parthenon auf der Akropolis von Athen vorgeblendet ist und deren Kirchenraum das Pantheon in Rom kopiert. Sehenswert ist auch die zu einem Museum erhobene Werkstatt des Künstlers, die Gypsotheca Museo Canoviano.